# Ruggy Joof
Ruggy Joof (geb. am 13. April 2001) ist eine gambische Fußballspielerin.

## Karriere
Um 2018 spielte sie für die Gambia Armed Forces FC.
Im Sommer 2017 wurde sie für ein Testspiel ins gambische Nationalteam der Frauen berufen, das aber kurzfristig abgesagt wurde. Im April 2018 spielte sie bei der Qualifikation zum Afrika-Cup 2018 im Hinspiel gegen Burkina Faso, saß aber im Rückspiel als Auswechselspielerin auf der Bank. In der zweiten Runde im Juni war sie bei beiden Spielen gegen Nigeria auf dem Platz, die deutlich gegen Gambia gewannen und später den Titel holten.